# Rebellion (1962)
Rebellion (Originaltitel: H.M.S. Defiant) ist ein britischer Abenteuerfilm des Regisseurs Lewis Gilbert aus dem Jahr 1962. Das Drehbuch basiert auf dem Roman Mutiny von Frank Tilsley. Die Erstaufführung in Deutschland fand am 23. Oktober 1962 statt.

## Handlung
Zur Zeit des Ersten Koalitionskriegs im Jahre 1797 hat Kapitän Crawford das Kommando über das Kriegsschiff HMS Defiant. Dabei stellt er fest, dass die Warnungen vor seinem neuen ersten Offizier Scott-Padget, die er vor der Abfahrt erhalten hat, berechtigt waren. Scott-Padget ist nicht nur ehrgeizig, sondern auch sadistisch und überheblich und hält den Kapitän für zu weich. Außerdem ist er nicht damit einverstanden, Kurs auf Korsika zu nehmen, obwohl die Nachrichten besagen, dass die napoleonischen Truppen in Norditalien stehen. Der Offizier, der auf den Einfluss seiner reichen Familie zählen kann, benutzt Harvey, den Sohn des Kapitäns, der als Midshipman (Seekadett) auf der Defiant dient, als Druckmittel, um seinen Willen durchzusetzen. Crawford, dem wegen Befangenheit die Hände gebunden sind, muss nachgeben, um seinen Sohn nicht weiter den übermäßigen körperlichen Bestrafungen auszusetzen.
Der Seemann Vizard ist der Anführer einer Gruppe unzufriedener Matrosen. Er organisiert eine Rebellion, um bessere Bedingungen auf dem Schiff zu erreichen, was nach geheimer Absprache gleichzeitig auf vielen Schiffen der britischen Marine geschehen soll. Im Mittelmeer trifft die Defiant auf eine französische Fregatte, die ein Handelsschiff begleitet. Beide Schiffe werden aufgebracht, das Handelsschiff soll in einen britischen Hafen gebracht werden. Zu der Prisencrew soll auch Harvey gehören. Der Kapitän hat seinen Sohn damit aus der Reichweite von Scott-Padget gebracht und hat nun Gelegenheit, diesem wegen seiner ständigen Gehorsamsverweigerung Strafen aufzuerlegen.
Als die Defiant eine venezianische Fregatte aufbringt, wird der Kapitän schwer verwundet. Unter den Gefangenen von der Fregatte befindet sich ein Berater Napoleons, der von einer geplanten Invasion Großbritanniens spricht. Da der Kapitän dienstunfähig ist, übernimmt Scott-Padget das Kommando. Seine Brutalität führt zur geplanten Rebellion. Crawford, dem am Krankenbett die Petition der Seeleute übergeben wird, überzeugt Vizard und die anderen Meuterer von der Wichtigkeit, die Nachricht zu überbringen und bringt sie dazu, zur britischen Blockadeflotte nach Rochefort zu segeln. Er verspricht zudem, für die Meuterer auszusagen, wenn sie den Offizieren nichts antun werden.
Vor Rochefort angekommen erfahren sie, dass der Aufstand der Seeleute überall planungsgemäß stattgefunden hat und die britische Marine den Forderungen nachkommen wird. Der Jubel in der Mannschaft ist groß, doch dann wird Scott-Padget vom Seemann Evans ermordet. Die Meuterer geraten in Panik, denn sie befürchten, durch den Mord nun doch als Meuterer angeklagt zu werden. Vizard tötet Evans im Zorn, und man beschließt, mit dem Schiff zu fliehen. Ausgerechnet in diesem Moment unternimmt die französische Flotte einen Ausfall. Das britische Flaggschiff wird von einem französischen Brander, einem in Brand gesteckten Schiff, bedroht. Das einzige unter Segeln stehende Schiff ist die Defiant, die das Flaggschiff retten kann. Wieder kann Crawford die Mannschaft dazu bewegen, einen Dienst für ihr Land zu absolvieren. Der Brander wird gestoppt. Dabei wird Vizard tödlich verletzt. Bevor dieser stirbt, hört er, dass die britische Admiralität der Besatzung der Defiant für ihren Mut dankt.

## Kritiken
„Der patriotisch getönte Film erzählt seine turbulente Geschichte kurzweilig und effektvoll.“

„Der britische Film ist sehr gut besetzt und mit Gefühl für historische Details inszeniert. Die "H.M.S. Defiant" stammt aus den Werkstätten des MGM-Studios. Dort wurde das Schiff für die "Meuterei auf der Bounty" erbaut. Detailgetreues, farbenprächtiges Seedrama“

„Technisch gelungener Film, der jedoch seinen kritischen Ansätzen bald untreu wird.“

## Hintergrund
Der Hauptdarsteller Alec Guinness war auf dem Höhepunkt seiner Karriere. Vier Jahre zuvor hatte er den Oscar erhalten als bester Hauptdarsteller in dem Film Die Brücke am Kwai. Für seine Verdienste wurde er 1959 in den Adelsstand erhoben und durfte den Titel Sir tragen. Für Richard Carpenter war es die zweite Rolle in einem Kinofilm. Er verlagerte sein Arbeitsfeld auf das Fernsehen. Ab 1970 schrieb er Drehbücher für einige Fernsehserien, u. a. für Catweazle und Fünf Freunde. Für den Waliser Peter Gill war es das Filmdebüt. Doch schon nach kurzer Zeit zog es ihn wieder auf die Theaterbühne zurück.
Für die Ausstattung des in den Shepperton-Studios und in CinemaScope gedrehten Filmes war der Oscar-Gewinner von 1949, Arthur Lawson, verantwortlich.
Der Production Manager Richard B. Goodwin wechselte zwei Jahre später ins Produzentenfach. Herausragend sind seine Agatha-Christie-Produktionen Mord im Orient-Expreß, Tod auf dem Nil, Mord im Spiegel und Das Böse unter der Sonne. Er arbeitete oft mit dem Produzenten dieses Filmes, John Knatchbull, dem 7. Baron Brabourne, zusammen.
Der Name HMS Defiant für ein Schiff der britischen Marine ist rein fiktiv. Es wurden aber schon mehrmals in Filmen Schiffe (auch Raumschiffe) mit diesem Namen erwähnt. Somit gilt der Name in diesem Film als der Ursprung.